# 孔特维尔 (索姆省)
孔特维尔（法語：Conteville，法語發音：[kɔ̃tvil] ⓘ）是法国上法蘭西大區索姆省的一个市镇，属于阿布维尔区。

## 地理
孔特维尔（50°10'42"N, 2°4'29"E）面积6.46 平方千米，位于法国上法蘭西大區索姆省，该省份为法国北部沿海省份，北起加来海峡省和北部省，西接滨海塞纳省和大西洋英吉利海峡，南至瓦兹省，东临埃纳省。
与孔特维尔接壤的市镇（或旧市镇、城区）包括：伊夫朗什、贝尔纳特尔、库隆维莱尔、克拉蒙、栋莱热隆维莱尔、耶尔蒙、迈松蓬蒂厄。

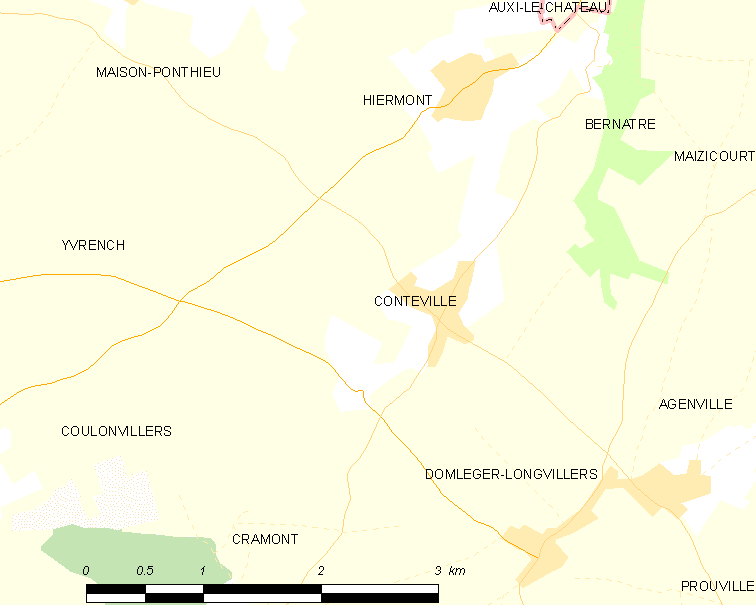
的OSM定位图

孔特维尔的时区为UTC+01:00、UTC+02:00（夏令时）。

## 行政
孔特维尔的邮政编码为80370，INSEE市镇编码为80208。

## 政治
孔特维尔所属的省级选区为杜朗县。

## 人口

1962-2008年间人口变化图示

孔特维尔于2022年1月1日时的人口数量为217人。